# Милко Келемен
Милко Келемен (хорв. Milko Kelemen; 30 березня 1924, Слатина — 8 березня 2018, Штутгарт, Німеччина) — хорватський композитор.

## Біографія
До 1950 року навчався у Стьєпана Шулека у Музичній академії в Загребі. Удосконалювався у Парижі (1953—1954), Оренбурзі (1958—1960), Сієні і Дармштадті, в Електронній студії Сіменса у Мюнхені (1966—1968). З 1953 року викладав композицію в Загребі, з 1968 року — у різних містах ФРН. 1983 року отримав Премію Владимира Назора за значні досягнення у музиці.
Келемен — засновник (1961) і керівник фестивалю сучасної музики у Загребі (бієнале). Один з перших хорватських авангардистів, Келемен застосовує новітні прийоми письма, пише електронну музику, у музично-сценічних творах звертається до «театру абсурду».

## Твори
- опери — Новий мешканець (Novi stanar, за Еженом Йонеско, 1964, Мюнстер), Король Убу (König Ubu, 1965, Гамбург), Облогове положення (Der Belagerungszustand, за «Чумою» Альбера Камю, 1970, Гамбург);
- балет Покинуті (Abbandonate, за Федеріко Гарсією Лоркою, 1964, Любек);
- кантати (з оркестром);
- для оркестру — симфонія (1951), симфонієта (1950);
- п'єси для струнного (1955) і для камерного оркестру (1956, 1958);
- концерти з оркестром — для фортепіано (1952), скрипки (1953), фагота (1956);
- камерно-інструментальні ансамблі;
- п'єси для різних інструментів;
- хори;
- цикли пісень для голосу і камерного ансамблю.